# Картър Харисън-младши
Вижте пояснителната страница за други личности с името Харисън.
Картър Хенри Харисън-младши (на английски: Carter Henry Harrison Jr.) е американски политик от Демократическата партия.
Роден е на 23 април 1860 година в Чикаго в семейството на Картър Харисън-старши, адвокат, който по-късно е избиран неколкократно за кмет на града. Докато учи в Германия, пътува на Балканите и публикува пътеписа „Надпревара със слънцето“, в който описва и преминаването си през България. След завръщането си в Чикаго ръководи придобития от баща му вестник „Чикаго Таймс“. Харисън е избиран пет пъти за кмет на Чикаго, като заема поста през 1897-1905 и 1911-1915 година и изиграва важна роля за формирането на съвременния град – в края на последния му мандат той има приблизително днешната си територия и 2,4 милиона жители.
Картър Харисън-младши умира на 25 декември 1953 година в Чикаго.